# Teresa de Ayala
Teresa de Ayala (Toledo, 1353-31 de agosto de 1424) fue una noble y monja dominica española. Fue priora de Santo Domingo el Real de Toledo, consejera real y señora de Móstoles. Tuvo una importante vinculación con la realeza de la época y destacó por la administración de propiedades extensas y legados patrimoniales. Es la madre de María de Castilla, hija ilegítima de Pedro I. Se la considera una de las personas más acaudaladas de la ciudad de Toledo a finales del siglo XIV.